# Johannes Heintzenberger
Johannes Heintzenberger (auch Johann Heintzenberger; * 21. August 1531 in Wetzlar; † 3. Februar 1581 in Marburg) war ein hessischer Politiker.

## Leben

### Herkunft
Er entstammte Wetzlarer Patriziergeschlechtern, war ein Sohn des Johannes Heintzenberger/Johann vom Heinzenberg, auch von Enzenberg (um 1497–1570), Stadtschreibers, Ratsherrn, Schöffen und Bürgermeisters der Reichsstadt Wetzlar. Der Vater („Johann von Heyntzenberg“) war 1532 als Gesandter Wetzlars auf dem Reichstag zu Regensburg, wo die Constitutio Criminalis Carolina ratifiziert wurde. Die Mutter Anna († 1557) war eine Tochter des Philipp von Babenhausen, ebenfalls Ratsherrn, Schöffen und Bürgermeisters zu Wetzlar, 1509 Gesandten zum Reichstag zu Worms, für den Reichstag zu Konstanz 1507 hatte er sich durch die Frankfurter Gesandten entschuldigen lassen. Kaiser Karl V. belehnte auf dem Reichstag zu Worms (1521) Heintzenbergers Großvater väterlicherseits, Peter Eyntzenberger/Peter vom Heinzenberg (auch von Enzenberg/Eyntzberger/Heintzenberger; um 1464–1543), als Lehensträger von Bürgermeister und Rat der Reichsstadt Wetzlar mit einem Teil eines Burgsitzes der Wetzlarer Reichsburg Kalsmunt. Peter Heintzenberger stammte aus Weilburg und wurde 1508 Stadtschreiber, 1518 Ratsherr und Schöffe und bekleidete auch das Amt des Ersten Bürgermeisters der Reichsstadt Wetzlar. 1529 war er (Peter von Enzenberg) Gesandter Wetzlars zum damaligen Reichstag zu Speyer, auf dem die Protestation zu Speyer stattfand.
Johannes Heintzenbergers Bruder Wolfgang († 1594) wurde kaiserlicher Notar und Kanzleisekretär zu Kassel. Der Bruder Carl Heintzenberger wurde wiederum Stadtschreiber der Reichsstadt Wetzlar und war als deren Gesandter 1570 auf dem Reichstag zu Speyer und 1582 auf dem Reichstag zu Augsburg, sowie 1594 auf dem Reichstag zu Regensburg im dortigen Rathaus.

### Ausbildung
Johannes Heintzenberger soll in seiner Kindheit gestottert haben, war späterhin aber sehr beredsam, wie er 1563 vor Kaiser Maximilian II. unter Beweis stellte. Er besuchte die Schule zu Weilburg. Anschließend ging er auf das Pädagogium Marburg, bevor er 1545 an der Universität Marburg immatrikuliert wurde. 1550 erhielt er den Grad eines Magisters in Philosophie und auf Rat seiner Professoren nahm er ein Studium der Rechtswissenschaft auf. Dieses schloss er 1555 mit der Promotion zum Dr. iur. utr. ab.

### Wirken
Er schloss schon in der Studienzeit Freundschaft mit dem späteren Kanzler Reinhard Scheffer der Ältere. Durch Landgraf Philipp von Hessen wurde er zum Rat berufen. In dieser Stellung war er häufiger als Gesandter eingesetzt. 1565 war er außerdem Rat der Gräfin Agnes von Rietberg. Nach der Landesteilung in Folge des Todes des Landgrafen Philipp 1567 ernannte ihn der Landgraf Ludwig der Ältere zu Marburg zu seinem Rat und Diener. Als die Grafen von Diez, Halbbrüder der regierenden Landgrafen aus der Nebenehe Philipps mit Margarethe von der Saale, den Landgrafen nach Philipps Tod einigen Ärger bereiteten, wurden Heintzenberger und Hans von Berlepsch nach Dresden gesandt, um Rat und Beistand von Kurfürst August einzuholen, schließlich da die Häuser Hessen und Sachsen durch Erbverbrüderung einander verbunden waren. Man zog in Betracht, den Grafen von Diez ihre zu ihrer Apanage gedachten hessischen Güter gegen noch zu kaufende Ländereien in Böhmen, Schlesien oder in der Lausitz zu tauschen, um weiteren Zwist unter den Halbbrüdern zu vermeiden.
Neben dem oberhessischen Statthalter in Marburg, Burkhard VI. von Cramm († 1599), war Heintzenberger einer der beiden dominierenden politischen Räte Ludwigs IV. 1569 wurde er Kanzler des Landgrafen. Auf dem Reichstag zu Speyer 1570 unterzeichnete Kanzler Heintzenberger zusammen mit den Räten Jakob Lersner und Jobst Diedemann für die Landgrafen Ludwig und Philipp den Reichstagsabschied. Nach seinem Tod folgte ihm zunächst der ebenfalls aus Wetzlar gebürtige Johannes Clotz im Kanzleramt nach, welcher der Bruder von Heintzenbergers Schwiegersohn Siegfried war.
Heintzenberger machte sich vielfach um die Marburger Universität verdient.

### Belehnungen und Besitz
Johann Heintzenberger, seine Frau und ihrer beiden Erben wurden 1560 von Johann von Hohenfels belehnt, mit dem gesamten, großen und kleinen Zehnten im Dorf und in der Feldmark zu Göttingen an der Wetschaft.
1569 wurde Heintzenberger mit dem bei Wehrshausen gelegenen landgräflichen freien Hof „Newhoff“ mit eigener Feldmark (heute Siedlung Neuhöfe) belehnt. 1630 ist er im Besitz der Erben Heintzenbergers.
1572 erwarb der Kanzler ein Viertel des Gutshofs zu Dagobertshausen bei Marburg, worauf ein steinernes Wohnhaus stand. Da der ehemals freie Hof, 1509–1515 Besitz des Johann von Leun genannt Mohr, 1560 dienstbar geworden war, ließ der Kanzler seinen Anteil laut Befreiungsbrief von 1576 von allen Diensten befreien. Nach seinem Tod stand der Heintzenbergische Teil des Hofes Dagobertshausen seinen Erben zu, zunächst seiner Witwe, dann auch den Familien seiner beiden Töchter, Clotz und Scheffer.
Graf Johann von Nassau-Katzenelnbogen und seine Brüder, die Grafen Ludwig und Heinrich, belehnten 1571 Johann Heintzenberger, seine Frau Catharina Lersner und ihre leiblichen Erben mit dem Zehnten in Dieden mit allem Zubehör, dem großen und dem kleinen Zehnten zu Göttingen und dem Zehnten zu Goßfelden im Feld Elpgershausen, wie das Lehen derer von Hohenfels heimgefallen ist, als Erblehen. In die Nutzung wurde auch Schwiegermutter bzw. Mutter Leuckel (Lucia, geb. Rückersfeld), Witwe des Johann Lersner, mit einbegriffen. Nach Johann Heintzenbergers Tod bestätigte Graf Johann 1583 diese Belehnung Heintzenbergers Witwe und ihren mit Heintzenberger leiblichen Erben, nämlich für die Töchter Margarethe und Catharina Heintzenberger dem Wulff Heintzenberger, Rentmeister zu Blankenstein, als ihrem Mitvormund und Bevollmächtigten ihrer Vormünder Hans Rückersfeld zu Homberg (Efze) und Eckhard Scholer, Registrator zu Marburg. In die Nutzung wurde auch wieder Heintzenbergers Schwiegermutter, Leuckel, die Witwe Johann Lersners, mit einbegriffen.
Es handelt sich bei dem Hof Goßfelden offenbar um die später sogenannte Burg nördlich der Lahn. Der Hof ging zunächst an die von Hohenfels und wurde 1443 vom Landgrafen dem Balthasar von Sassen und dessen Erben als freiadliges Gut übertragen. 1518 klagen die von Hohenfels vergeblich auf Rückgabe des Hofes, der außerhalb der Zuständigkeit des Deutschen Ordens in Goßfelden lag. Im 16. Jahrhundert kam Johann Heintzenberger und seine Familie in den Besitz von Hof Goßfelden, 1683 erstmals als „Burg“ bezeichnet und mit einem Grundbesitz von rund 200 Morgen Land ausgewiesen.
1580 erhielt Johann Heintzenberger von der Grafschaft Königstein ein Erblehen zu Harheim bei Frankfurt, das nach Erledigung der Grafschaft von Kurmainz zu Lehen ging und nach Heintzenbergers Tod im Besitz der beiden Töchter-Familien Scheffer und Clotz war, zuletzt nur noch derer Scheffer in Marburg, Kassel, Hattendorf und Böddiger bei Wabern.
Heintzenbergers Witwe Catharina Lersner kaufte 1586 von Ebert Graub, Schultheißen zu Ebsdorf, und dessen Ehefrau Elisabeth, für 100 Goldgulden und 10 Gulden jährlich auf Graubs Pfandzehnten und Gefällen im Amt Blankenstein, zu Monshausen, Ammenhausen, Rüchenbach, Friebertshausen, Kellnbach und Bottenhorn, etlichen Äckern bei der Naumburg, bei Blankenstein, sowie die Gerechtigkeit an den 8 Maltern aus Offenhäuser Gütern und Höfen, der Pacht aus der Urbans Mühle zu Erdhausen, Wiesen, Zinsen und Zubehör.

## Familie

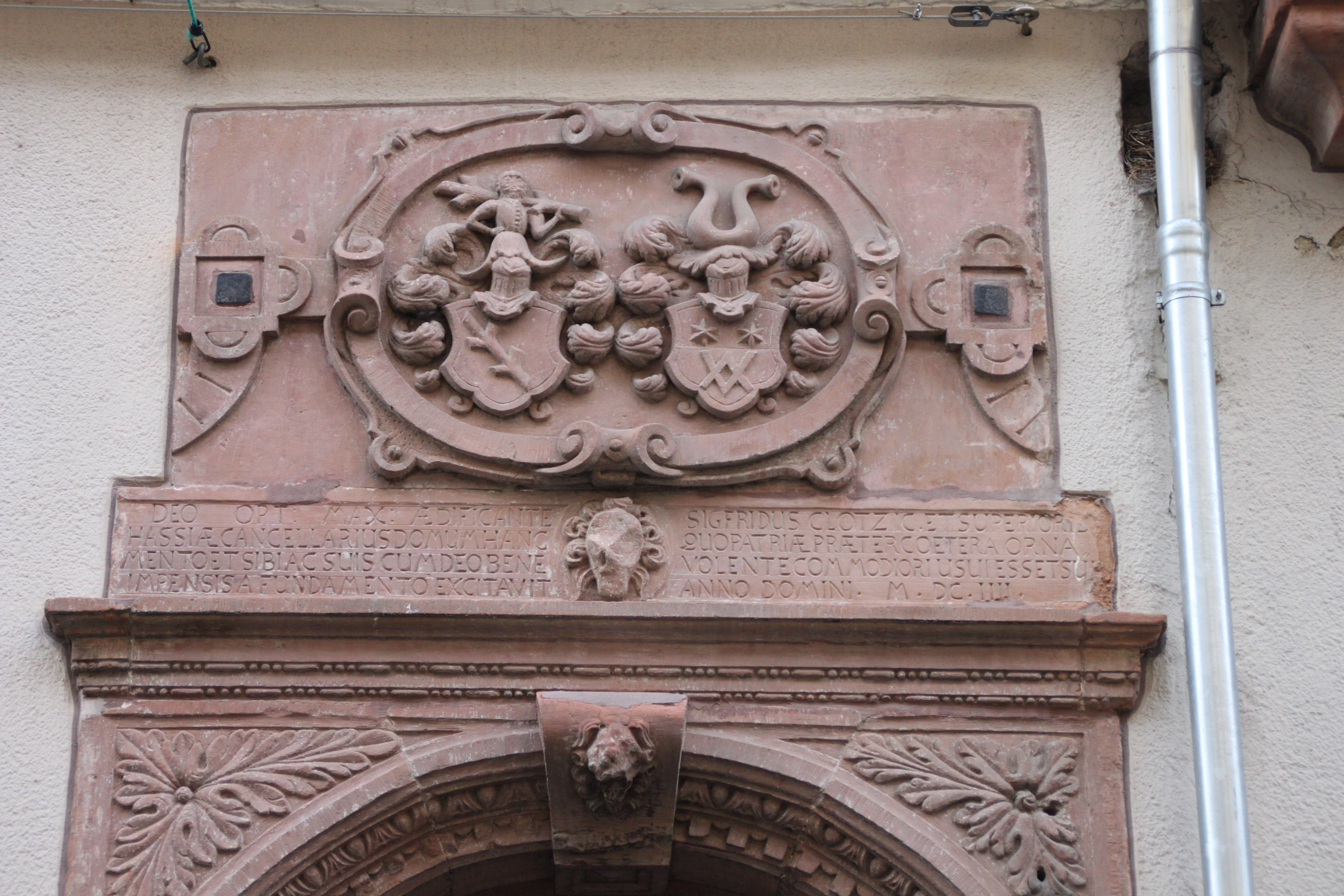
Allianzwappen Clotz-Heintzenberger, von Schwiegersohn Siegfried Clotz und Tochter Katharina an ihrem 1604 erbauten Haus in Wetzlar

Er heiratete um 1552 Margarete († 1565), eine Tochter des Conrad Heß genannt Buchsack (auch Buchseck gen. Heß/Heß von Buchseck, wohl Sohn des Senand von Buseck gen. Rüsser und der Catharina Hesse), kaiserlichen und hessischen Offiziers sowie Stadtschultheißen von Marburg, der 1565 ein Familienstipendium zum Studium an der Universität Marburg für Söhne seiner Verwandtschaft in Marburg und Rosenthal stiftete. Heintzenbergers zweite Ehe wurde am 29. Oktober 1566 mit Katharina Lersner (* 1545) geschlossen. Sie war die Tochter des Marburger Professors Johann Lersner, aus dem späteren Adelsgeschlecht Lersner. Der zweiten Ehe entstammten zwei Töchter: Margarete, die den Kanzler Reinhard Scheffer der Jüngere heiratete und Katharina, die mit dem Kanzler Siegfried Clotz (1556–1610) verheiratet war.
Der königlich schwedische Rat und Kammerrichter Johannes Heintzenberg (1637–1689) war ein Verwandter, wie durch Führung des gleichen Familienwappens belegt ist. Dieser wurde in Kronberg geboren; sein Epitaph befindet sich in Meisenheim.